# Celles qu'on prend dans ses bras
 (janvier 2014).
Si vous disposez d'ouvrages ou d'articles de référence ou si vous connaissez des sites web de qualité traitant du thème abordé ici, merci de compléter l'article en donnant les références utiles à sa vérifiabilité et en les liant à la section « Notes et références ».
Celles qu'on prend dans ses bras est une pièce de théâtre en trois actes d'Henry de Montherlant, parue en 1950.

## Intrigue
Henri Perruchot résume ainsi l'intrigue dans son livre Montherlant : « Trois personnages dans cette pièce : Ravier l’antiquaire, 58 ans, épris d’une jeune fille de 18 ans, Christine Villancy, qui lui résiste. La collaboratrice de l’antiquaire, Mlle Andriot, sorte de réplique d’Andrée Hacquebaut, (voir Les Jeunes Filles), l’aime en secret et jalouse Christine. Montherlant nous décrit la passion de Ravier : pleine de fougue, d’amertume et de lucidité. Un service important que Ravier rend à Christine lui livrera la jeune fille. Ravier sans illusions s’abandonne à son désir (Nrf, p.133). »

## Titre de la pièce
Le titre de la pièce est tiré des Jeunes Filles, d'une lettre de Costals à Solange Dandillot : « Voyez-vous, il n'y a qu'une façon d'aimer les femmes, c'est d'amour. Il n'y a qu'une façon de leur faire du bien, c'est de les prendre dans ses bras. Tout le reste, amitié, estime, sympathie intellectuelle, sans amour est un fantôme, et un fantôme cruel, car ce sont les fantômes qui sont cruels ; avec les réalités on peut toujours s'arranger. »

## Représentations
La pièce a été représentée pour la première fois le 20 octobre 1950, au Théâtre de la Madeleine, dans une mise en scène de Claude Sainval. Elle a été reprise au Théâtre des Ambassadeurs, en 1957. Dans les deux versions, c'est Victor Francen qui joue le rôle de Ravier.

## Jugements sur l'œuvre
« Rien sans doute d’aussi racinien n’a été écrit depuis Racine. »
« On cherche de nombreuses intentions dans cette pièce : il semble que le plus souvent, quelque chose en échappe, qui est ce qui, moi, me crève les yeux: qu'elle donne une expression directe et naïve à un sentiment de nos jours décrié: ce sentiments qu'on appelait autrefois l'amour-passion. »